# I (1915)
Lotniskowiec I – oznaczenie lotniskowca projektowanego dla marynarki niemieckiej Kaiserliche Marine podczas I wojny światowej, na bazie przebudowanego statku „Ausonia”. Niemiecka marynarka wojenna eksperymentowała wcześniej z transportowcami wodnosamolotów, ale jednostki te były zbyt powolne, by operować z siłami głównymi Hochseeflotte. Przenosiły także zbyt mało samolotów. Nowy okręt miał przenosić pomiędzy 23 a 30 samolotów, w tym myśliwce, bombowce i bombowce torpedowe.
Okręt miał bazować na nieukończonym kadłubie statku pasażerskiego „Ausonia”, który był budowany dla Włoch w Hamburgu. Przebudowa została zaproponowana przez Departament Lotnictwa Urzędu Marynarki Rzeszy, ale została zarzucona po negocjacjach z niemiecką marynarką na skutek zaproponowanego moratorium na budowę nowych jednostek pod koniec wojny. Po zakończeniu I wojny światowej wysoka inflacja w Niemczech znacznie zwiększyła koszty budowy jednostki i w rezultacie włoska firma żeglugowa, dla której budowano ją pierwotnie, odmówiła kupna. Kadłub został sprzedany na złom i rozebrany w 1922 roku.

## Projekt
„Ausonia” została zaprojektowana jako turbinowiec pasażerski. Został zamówiony przez włoską spółkę żeglugową Sitmar w 1914 roku. Statek był budowany w stoczni Blohm & Voss w Hamburgu, nosząc numer stoczniowy 236. W tym czasie jedynym niemieckim transportowcem wodnosamolotów był przebudowany krążownik pancerny SMS „Friedrich Carl”, który mógł przenosić dwa samoloty. Dowództwo niemieckiej marynarki wierzyło, że sterowce są dużo efektywniejsze niż wodnosamoloty, zarówno w rozpoznaniu, jak i w ataku. Admirał Alfred von Tirpitz był szczególnie negatywnie nastawiony do możliwości ówczesnych samolotów. Pomimo tego, marynarka zamówiła kilka typów samolotów morskich przed i w czasie wojny, w tym dwa wodnosamoloty myśliwskie: W.12 i W.29, oba zbudowane przez Hansa-Brandenburg. Zaprojektowano także dwusilnikowy wodnopłatowiec torpedowy.
Pomimo preferowania sterowców, kilka mniejszych statków handlowych zostało przebudowanych w czasie I wojny światowej na transportowce wodnosamolotów. Przenosiły jedynie od dwóch do czterech samolotów każdy, były też zbyt wolne, by operować w składzie głównych sił liniowych floty. Lekki krążownik SMS „Stuttgart”, który był wystarczająco szybki by utrzymać tempo Hochseeflotte, został przerobiony na transportowiec wodnosamolotów w roku 1918. On także mógł przenosić jedynie dwa wodnosamoloty. Zdecydowano wtedy o przebudowie liniowca „Ausonia” na lotniskowiec z pokładem lotniczym, przeznaczony dla samolotów z podwoziem kołowym oraz dla wodnosamolotów. Plany przebudowy zostały wykonane przez projektanta J. Reimpella w 1918 roku na zamówienie dowództwa lotnictwa morskiego.

### Dane techniczne
Po przebudowie okręt miał mieć 158 metrów długości całkowitej i 149,6 m długości między pionami, szerokość 18,8 m, a zanurzenie 7,43 m. Wyporność planowo wynosiła 12 585 ton metrycznych. Okręt miał być napędzany przez dwa zestawy turbin parowych Blohm & Voss z przekładniami, które napędzały parę śrub o nieznanej średnicy. Szczegóły dotyczące kotłowni i zaopatrywania okrętu w energię elektryczną są nieznane.
W planach było również wyposażenie „Ausonii” w dwa 82-metrowe pokłady hangarowe dla samolotów z podwoziem kołowym oraz trzeci, 128-metrowy, dla wodnosamolotów. Wszystkie hangary miały szerokość 18,5 m. Długość pokładu wynosiła 128,5 m, a jego szerokość 18,7 m. Wszystkie trzy hangary i pokład lotniczy miały być nadbudowane ponad głównym pokładem konstrukcyjnym. Projektanci zamierzali zamontować dodatkowy pokład startowy na dziobie (30 metrów długości i 10,5 m szerokości). Jak twierdzi Erich Gröner, okręt został zaprojektowany do przenoszenia 13 wodnosamolotów bez składanych skrzydeł lub 19 wodnosamolotów ze składanymi skrzydłami i około 10 samolotów z podwoziem kołowym. Rene Greger oceniał, że okręt mógł przenosić osiem do dziesięciu myśliwców i łącznie piętnaście do dwudziestu wodnopłatowych bombowców i bombowców torpedowych.

## Przebudowa
Jednostka została zwodowana jako statek pasażerski „Ausonia” 15 kwietnia 1915 roku. Statek był nadal w fazie prac wyposażeniowych, gdy niemiecka marynarka zdecydowała się przebudować go na lotniskowiec. Nowe plany zostały ukończone w 1918 roku, ale w tym okresie większość sił stoczniowych zostało przeniesionych na budowę nowych okrętów podwodnych. Niedostatki siły roboczej i surowców, z jakimi borykała się gospodarka niemiecka, zredukowały możliwości przemysłu stoczniowego do rozmiarów pozwalających z ledwością na zapewnienie utrzymania i bieżących napraw istniejącej floty liniowej. Wszystkie dostępne surowce lokowano w produkcję okrętów podwodnych. W rezultacie priorytetów stoczniowych oraz moratorium na budowę nowych okrętów nawodnych nałożonego przez Urząd Marynarki Rzeszy, projekt przebudowy został porzucony.
Projekt miał wpływ na planowaną przebudowę krążownika pancernego SMS „Roon” na transportowiec wodnosamolotów. Jednak ten plan także został porzucony. W 1920 roku włoska firma żeglugowa anulowała zamówienie na statek „Ausonia”, ponieważ niemiecka powojenna inflacja znacznie podniosła cenę jednostki. W rezultacie, nieukończony statek sprzedano na złom w 1922 roku i rozebrano.